# Charles Mangin
Charles Marie Emmanuel Mangin, född den 6 juli 1866 i Sarrebourg, död den 12 maj 1925 i Paris, var en fransk militär och författare.
Mangin, som blev officer vid marininfanteriet 1888, deltog i krigen i Senegal 1889-92 och i Sudan 1893-94 samt i Marchands expedition till övre Nilen (Fashoda) 1896-98, tjänstgjorde 1901-04 i Tonkin och 1906-08 samt 1910, då han befordrades till överste, i Franska Västafrika. Förflyttad till Marocko 1912, utförde han där, som befälhavare över franska stridskrafterna i södra delen av landet, 1912-13 ett framgångsrikt fälttåg mot de stammar, som inte ville erkänna franskt välde. År 1913 blev han brigadgeneral. Under första världskriget förde han först 8:e infanteribrigaden, men blev redan den 30 augusti 1914 chef för 5:e infanterifördelningen, som han förde vid Marne och Aisne samt, med stor utmärkelse, i Artois (Lorettoslaget) maj-juni 1915 och därefter vid Somme. I maj 1916 återerövrade han Fort de Douaumont vid Verdun, varefter han blev divisionsgeneral och chef för 2:a armékåren (på samma front). På hösten samma år ledde han det stora motanfallet, som återställde franska fronten norr om Verdun. I december samma år chef för 6:e armén, förde han denna under offensiven vid Chemin des Dames i april 1917. Då det vunna resultatet (Vailly, Fort de Condé, Moulin de Laffaux) inte ansågs stå i rimligt förhållande till de betydande förlusterna, blev han, på tillskyndan av Painlevé, entledigad från sitt armébefäl och försattes i augusti samma år i disponibilitet. Sedan Clemenceau blivit konseljpresident, inkallades Mangin i december samma år åter i tjänst, blev chef för 9:e armékåren och, i juni 1918, chef för 10:e armén. Med denna utförde han, jämte general Degoutte med 6:e armén, under andra slaget vid Marne, i juli samma år, från skogsområdet vid Villers-Cotterêts det flankanfall, som avgjorde slaget till fransmännens fördel. Efter vapenstilleståndet förde han armébefäl vid Rhen till i oktober 1919. År 1920 blev han medlem av Conseil supérieur de la guerre och generalinspektör för kolonialtrupperna. Mangin verkade energiskt för användning av färgade hjälptrupper även på en europeisk krigsskådeplats och anses vara den egentlige skaparen av Frankrikes "svarta armé". I nämnda syfte utgav han 1910 Force noire. Han skrev dessutom Comment finit la guerre (1920), som utgör en översikt ur strategisk synpunkt av första världskrigets förlopp.